# Ladyhawke (album)
Ladyhawke è il primo eponimo album discografico in studio della musicista neozelandese Ladyhawke, pubblicato nel 2008.

## Tracce
1. Magic – 3:27
2. Manipulating Woman – 3:35
3. My Delirium – 4:16
4. Better Than Sunday – 3:28
5. Another Runaway – 3:16
6. Love Don't Live Here – 4:03
7. Back of the Van – 3:40
8. Paris Is Burning – 3:49
9. Professional Suicide – 3:43
10. Dusk Till Dawn – 2:37
11. Crazy World – 3:35
12. Morning Dreams – 4:00